# Dothmark
Dothmark (dänisch: Dotmark) ist ein Ortsteil der Stadt Kappeln im Kreis Schleswig-Flensburg in Schleswig-Holstein. 
Der Ort liegt im südlichen Bereich der Kernstadt Kappeln. Nördlich verläuft die B 203, östlich fließt die Schlei.
Dothmark wurde erstmals 1498 erwähnt. Der Ortsname bedeutet Rodung (dän. mark) des *Doti (Dote); ein Personenname, der auch im Ortsnamen Dybbøl Verwendung findet.